# Songbu (köpinghuvudort i Kina, Jiangxi Sheng, lat 28,73, long 115,49)
Songbu är en köpinghuvudort i Kina. Den ligger i provinsen Jiangxi, i den sydöstra delen av landet, omkring 38 kilometer väster om provinshuvudstaden Nanchang. Antalet invånare är 27 971. Befolkningen består av 13 111 kvinnor och 14 860 män. Barn under 15 år utgör 23,0 %, vuxna 15-64 år 68 %, och äldre över 65 år 7,0 %.
Runt Songbu är det tätbefolkat, med 343 invånare per kvadratkilometer. Närmaste större samhälle är Chi'an, 12,9 km väster om Songbu. Trakten runt Songbu består till största delen av jordbruksmark.
Genomsnittlig årsnederbörd är 2 096 millimeter. Den regnigaste månaden är juni, med i genomsnitt 340 mm nederbörd, och den torraste är oktober, med 36 mm nederbörd.